# Pavel Háša
Pavel Háša (1. června 1929 Praha – 5. srpna 2009 Praha) byl český divadelní, filmový, televizní scenárista a režisér, manžel herečky Květy Fialové.
Byl jedním ze dvou synů filmového producenta Josefa Antonína Háši (1902–1952), finančního ředitele a spolumajitele Osvobozeného divadla a později také kabaretu Červené eso. Bratrem Pavla Háši byl MUDr. Jan Háša (1925–1998), lékař .

## Citát
| „            | Mým největším a nejvěrnějším mecenášem v nejlepším slova smyslu byl režisér Pavel Háša, s nímž jsme se před mým zatčením skoro neznali a který mi nebyl ničím zavázán. Soustavně mne zaměstnával jako překladatele, upravovatele i dramaturga her pro divadlo i jako scenáristu pro televizi, kde mne kryl vlastním jménem. | “ |
| — Ota Ornest | |   |

## Filmografie, výběr

### Dokumentární film
- 1954 Armádní umělecké divadlo
- 1956 V prvním sledu
- 1956 Stalo se jedné noci
- 1957 Dopis příteli
- 1969 Devět kapitol ze starého dějepisu

### Hraný film
- 1964 Případ Daniela

### Televize
- 1975 Recepty doktora Kudrny
- 1977 – 1998 Televarieté
- 1978 Tři na lavičce
- 1978 Jak se zranit ve službě
- 1981 Tot-Amor
- 1981 Na Candida
- 1981 Proč se vraždí staré dámy
- 1981 Bratři Karamazovi
- 1982 Dialog s doprovodem děl
- 1984 Povídky malostranské
- 1984 Večerní šplechty
- 1986 Těžká hodina
- 1986 Záhada zamčeného pokoje
- 1986 Návštěvní hodiny
- 1987 Arabesky
- 1987 Ohňostroj v Aspern
- 1987 Zdaleka ne tak ošklivá, jak se původně zdálo
- 1988 Dvě z Paříže
- 1990 Vlci
- 1990 Smrt barona Gandary
- 1990 Závrať
- 1991 Šťastlivec Sulla
- 1991 Ukradený kaktus
- 1991 Sokratův podzim
- 1992 Jak vyloupit banku
- 1992 Život a dílo skladatele Foltýna
- 1993 Noc rozhodnutí
- 1993 Jak se ztratit ve zlém světě
- 1994 Misie
- 1995 Zelňačka
- 1995 Generál Eliáš
- 1996 Štěstí krále Alfonse
- 1997 Čas jeřabin
- 1997 Záhadná paní Savageová
- 1997 Doktor Munory a jiní lidé
- 1998 Dvě washingtonská ohlédnutí
- 2000 Drobečky z perníku